# Pirakata
Pirakata – wieś położona  w dystrykcie (Paschim) Medinipur (West Midnapore) w stanie Bengal Zachodni w Indiach. Leży około 20 km na północ od miasta Medinipur - stolicy dystryktu i w podobnej odległości w kierunku południowo-wschodnim od wsi Lalgarh. Przebiegają przez nią drogi łączące (siedzibę władz taluki) Lalgarh i Goaltor.